# Wakap
Wakap is een bestuurslaag in het regentschap Tasikmalaya van de provincie West-Java, Indonesië. Wakap telt 3429 inwoners (volkstelling 2010).